# Andal
Andal (tamilski: ஆண்டாள்) – X-wieczna święta i poetka tamilska, jedyna kobieta w gronie dwunastu świętych wisznuickich, tzw. alwarów. Jest autorką utworów Thirupavai, napisanego w wieku 15 lat. oraz Nachiar Tirumozhi, nadal recytowanych przez wiernych w świątyniach. Podaje się, że była wcieleniem bogini Bhudewi.